# Mosquée Al Qods (Casablanca)
 (juin 2023).
Pour les articles homonymes, voir Qods.
La Mosquée Al Qods (Mosquée Jérusalem) (arabe : مسجد القدس, Berber: ⵎⴻⵣⴳⵉⴷⴰ ⵍⵇⵓⴷⵙ) anciennement Église de Sainte Marguerite, est une mosquée située dans le quartier des Roches Noires à Casablanca. Elle fut bâtie à l’origine en tant qu’église de style néogothique, mais fut convertie en mosquée après l’indépendance du Maroc.

## Histoire
L’église de Sainte Marguerite fut bâtie par l’architecte français Eugène Lendrat — fondateur des Roches Noires — en 1920, en ayant pour modèle l’église Saint-Martin de Pau, elle-même construite en 1860 par Émile Boeswillwald à Pau aux Pyrénées-Atlantiques.
L’église de Sainte Marguerite a été convertie en mosquée en 1981 au moment de la politique de marocanisation qui engendra un départ massif des Européens du Maroc.